# Wieżyca-Hütte
Die Wieżyca-Hütte (polnisch Dom Turysty PTTK „Pod Wieżycą“) liegt auf einer Höhe von 280 m n.p.m. in Polen im Sudetenvorland, einem Gebirgszug der Sudeten, auf der Ślęża.

## Geschichte
Die Hütte wurde 1927 errichtet. Sie wird von dem PTTK betrieben.

## Zugänge
Die Hütte ist über mehrere markierte Wanderwege und mit dem Pkw erreichbar.

## Touren

### Gipfel
- Ślęża (718 m)